# Der Bulle von Tölz: Tod aus dem All
Tod aus dem All ist ein deutscher Fernsehfilm von Walter Bannert aus dem Jahr 1999 nach einem Drehbuch von Claus Peter Hant und Franz Xaver Sengmüller. Es ist die 20. Folge der Krimiserie Der Bulle von Tölz mit Ottfried Fischer als Hauptdarsteller in der Rolle des Hauptkommissars Benno Berghammer. Die Erstausstrahlung erfolgte am 7. Februar 1999 auf Sat.1.

## Handlung
Der junge Bauer Sepp Gschwendner wacht nach einer Nacht im Alkohol- und Drogenrausch auf der Keltenschanze in Kogelreuth auf, neben sich eine Frauenleiche, die er nicht kennt. Hauptkommissar Benno Berghammer und seine Kollegin Sabrina Lorenz übernehmen die Ermittlungen. Staatsanwältin Dr. Körner, in Vertretung für Dr. Zirner, schaltet sich dazu. Die junge Journalistin Alice Treffler vom „Tölzer Kurier“ wittert eine Story und sichert sich die Exklusivrechte beim Bauern, der sich daran zu erinnern glaubt, mit Außerirdischen in einem UFO gewesen zu sein.
Bei der Toten handelt es sich um die Schriftstellerin Anna von Werth, bei der auf den ersten Blick keine äußerlichen Verletzungen zu erkennen sind; es deutet auch nichts auf eine Vergiftung hin. Bei der Obduktion wird jedoch ein geradliniger Durchschusskanal entdeckt, dessen Querschnitt auf ein stecknadeldickes Projektil schließen lässt, das auf seinem Weg das Herz durchschlagen hat. Da kein Material bekannt ist, das die nötigen Eigenschaften aufweist, werden Stimmen laut, dass es sich um eine außerirdische Legierung handeln müsse.
In Anna von Werths Haus treffen Benno Berghammer und Sabrina Lorenz den Verleger der Toten, Herrn Riesberg, an, der das Verschwinden des Manuskripts ihres neuesten Buches über die Machenschaften von Ufologen beklagt.
Bei der keltischen Kultstätte begegnen die Kommissare dem Physiker Dr. Eisner, einem Bekannten des Opfers, der bei einer Materialprüfungsfirma arbeitet und mit der Schriftstellerin regelmäßig korrespondiert hat. Auch die Parapsychologin Dr. Catrin Brettschneider ist vor Ort und klaut etwas aus dem Gras – ein Vorgang, dem Benno Berghammer zu diesem Zeitpunkt keine Bedeutung beimisst.
Der Mordfall zieht derweil die Aufmerksamkeit von Medien und Ufologen auf sich. Viele nisten sich in der Pension Resi ein. Sie begeben sich zur Keltenschanze, um Kontakt mit den Außerirdischen herzustellen. Genervt von diesem Massenauflauf, gibt der Grundeigentümer Andreas Gschwendner, Sepps Vater, mehrere Schüsse in die Luft ab, bis die Kommissare ihn entwaffnen.
Als die Ermittler herausfinden, dass die Parapsychologin Dr. Brettschneider das Projektil unterschlagen hat und es von einem befreundeten Mitarbeiter des Instituts für Materialforschung der TU München hat untersuchen lassen, nehmen sie ihr das Beweismittel ab.
Die Parapsychologin kann den jungen Bauern Sepp Gschwendner zu einer Hypnose überreden, um herauszufinden, ob er wirklich eine Begegnung der dritten Art hatte. Alice Treffler bittet die Kommissare, diese Hypnose zu verhindern, denn sie würde zu Tage bringen, dass Sepp Gschwendner unter Ecstasy-Einfluss gestanden habe. Die Droge habe sie ihm gegeben.
Die beiden Kommissare eilen zum Hotel, wo die Parapsychologin untergebracht ist, und finden in deren Zimmer die verängstigten Sepp Gschwendner und Dr. Brettschneider vor. Hinter einem Vorhang hat sich eine weitere Person versteckt. Sabrina Lorenz versetzt dieser einen Schlag in das Sonnengeflecht, worauf eine futuristische Schusswaffe – die Tatwaffe – zu Boden fällt und Dr. Eisner zum Vorschein kommt. Dieser gesteht, er habe Anna von Werth getötet und das Manuskript vernichtet, weil die Schriftstellerin ihn und seine Artgenossen entlarven wollte. Er gehöre einer außerirdischen Spezies an, die seit langem gewaltfrei sei und das Verhalten der menschlichen Rasse beobachte. Er sei zur Tarnung in diesen Erdling geschlüpft. Die Waffe habe er von einem Erfinder erhalten, der sie in seinem Materialprüfungsunternehmen testen lassen und dann an die Waffenindustrie verkaufen wollte. Die Waffe habe er sogleich erfolgreich am Erfinder getestet. Nach seinem richtigen Namen gefragt, antwortet Dr. Eisner, bei seiner Spezies hätten die Individuen eine 15-Stellige Zahlenkombination, sie, die Kommissare, dürften ihn aber 4739 nennen, das sei sozusagen sein Vorname.

## Hintergrund
Die Dreharbeiten erfolgten in Bad Tölz und Spitzingsee (Keltenschanze); als Schauplatz für die „Pension Resi“ diente das Hollerhaus Irschenhausen.

## Kritik
Die Programmzeitschrift TV Spielfilm schreibt: „Die Folge kupferte damals dreist beim ‚Tatort: Tod im All‘ ab.“ Fazit: „Launig wie immer – dank Ideenklau.“